# Sainte-Christie
Sainte-Christie is een gemeente in het Franse departement Gers (regio Occitanie) en telt 418 inwoners (1999). De plaats maakt deel uit van het arrondissement Auch.

## Geografie
De oppervlakte van Sainte-Christie bedraagt 10,0 km², de bevolkingsdichtheid is 41,8 inwoners per km².

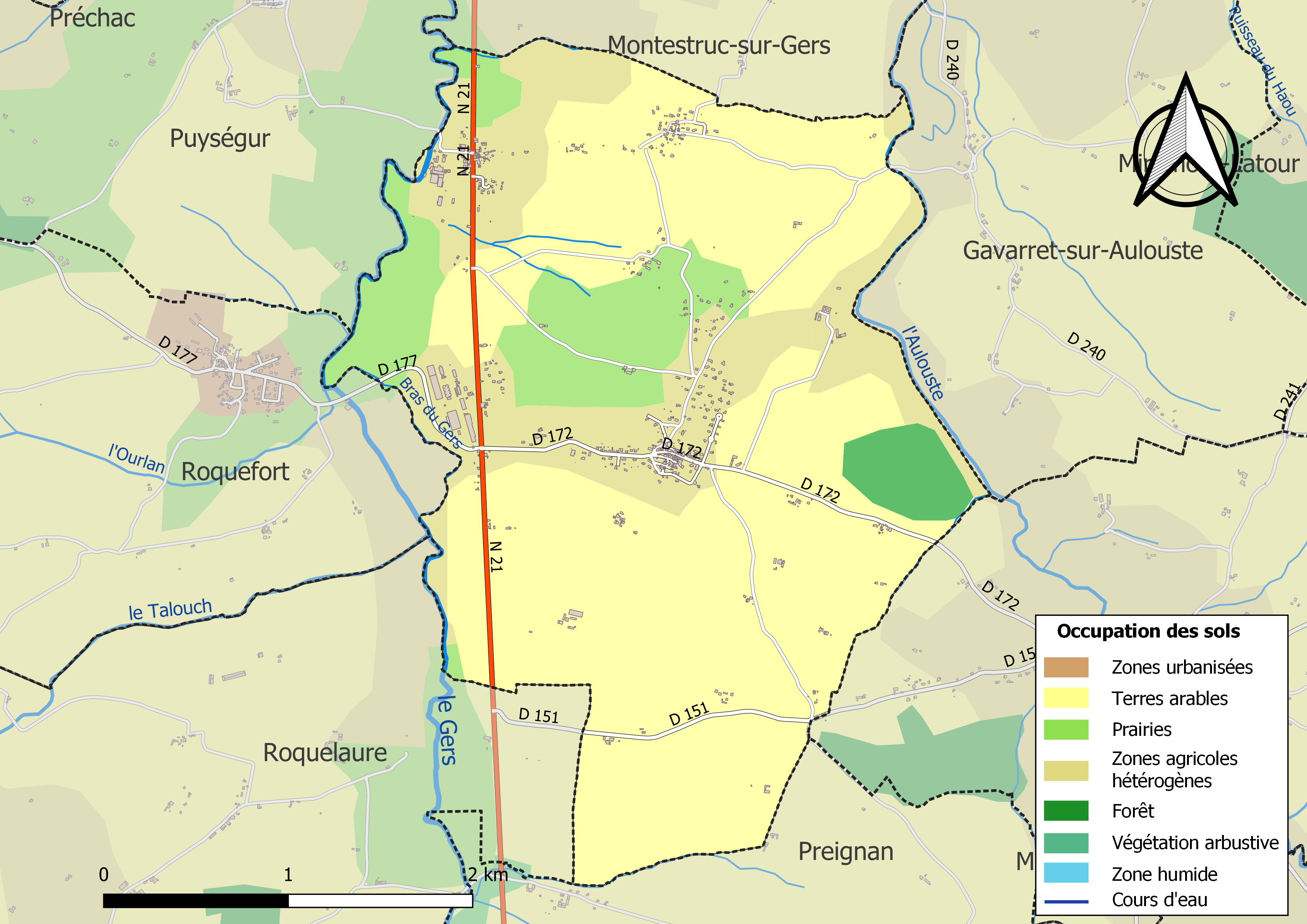
Kaart van Sainte-Christie met infrastructuur, bodemgebruik en omliggende gemeenten

## Demografie
Onderstaande figuur toont het verloop van het inwonertal (bron: INSEE-tellingen).